# Statens Åndssvageforsorg
Statens Åndssvageforsorg blev oprettet i 1959 og eksisterede indtil 1. januar 1980, hvor dens opgaver blev overtaget af amterne.
Indtil 1959 blev forsorgen for åndssvage forestået af den statsligt styrede Østifternes Åndssvageforsorg hhv. den selvejende institution De Kellerske Anstalter.
En central person i udvalgsarbejdet, der førte til oprettelsen af Statens Åndssvageforsorg, var N. E. Bank Mikkelsen, som da også blev udnævnt til chef for forsorgen.

## Forsorgscentre
Åndssvageforsorgen var 1959 – 1980 geografisk opdelt i 11 forsorgscentre, som hvert blevet ledet af centerledelsen, der havde til huse på forsorgscentrets centralinstitution. Centerledelsen bestod af en overlæge, sociallederen, økonomiinspektøren og undervisningslederen.
| Nr.  | Område                       | Centralinstitution                      | Beliggenhed     |
| ---- | ---------------------------- | --------------------------------------- | --------------- |
| I    | Storkøbenhavn                | Vangede (børn), Lillemosegaard (voksne) | Vangede, Søborg |
| II   | Nordsjælland                 | Ebberødgård                             | Birkerød        |
| III  | Sydøstjylland                | Brejning / De Kellerske Anstalter       | Børkop          |
| IV   | Sønderjylland                | Ribelund                                | Ribe            |
| V    | Nordjylland + Færøerne       | Vodskov                                 | Hammer Bakker   |
| VI   | Sydsjælland, Lolland-Falster | Rødbygaard                              | Rødbyhavn       |
| VII  | Vestsjælland                 | Andersvænge                             | Slagelse        |
| VIII | Fyn                          | Nyborg                                  | Nyborg          |
| IX   | Midt-Vestjylland             | Hald Ege                                | Viborg          |
| X    | Østjylland                   | Sølund                                  | Skanderborg     |